# Clematis reticulata
Clematis reticulata là một loài thực vật có hoa trong họ Mao lương. Loài này được Walter mô tả khoa học đầu tiên năm 1788.